# Papoul ou l'Agadadza
Pour plus de détails, voir Fiche technique et Distribution.
Papoul ou l'Agadadza est un film muet français de Marc Allégret, sorti en 1929. Le film a été perdu.

## Synopsis
Papoul est la risée de tous. Grâce à l'Agadadza, un liquide magique, tout va mieux. Mais ce n'est qu'un rêve...

## Fiche technique
- Titre français : Papoul ou l'Agadadza
- Autre titre : Songe, mensonge...
- Titre de travail : Papoul, comptable
- Réalisation : Marc Allégret
- Scénario : André Gide, d'après la nouvelle L'Agadadza de Louis d'Hée
- Production : Pierre Braunberger
- Sociétés de production : Neo-Films, Fox Film Corporation
- Société de distribution :  Fox Film Corporation
- Pays de production : France
- Langue originale : français
- Format : Noir et blanc — 35 mm — 1,33:1 — Muet
- Genre : Comédie
- Durée : 59 minutes

## Distribution
- Alex Allin : Papoul
- Colette Darfeuil : Solange
- Camille Bardou : le patron de Papoul
- Delphine Abdala : la tante de Papoul
- Marcel La Montagne
- Marcel Lesieur

## Autour du film
- Les copies et le négatif de ce film ont été brûlés pendant la guerre lors du bombardement des laboratoires G.M.T.[1]